# Emanuel ’Mabathoana
Emanuel Gregory ’Mabathoana OMI (* 29. Dezember 1904 in Mokhokhong bei Roma, Basutoland; † 20. September 1966; nach anderen Angaben Emmanuel ’Mabathoana) war der erste Erzbischof des Erzbistums Maseru. Er trat auch als Linguist hervor. 

## Leben
Emanuel ’Mabathoana wurde in der Nähe von Roma geboren. Seine Mutter war eine Enkelin des früheren Herrschers Moshoeshoe I. ’Mabathonana begann seine Studien unter den Maristenpatres am St. Joseph Training College und setzte sie ab 1924 am St. Theresa’s Seminary in Roma fort, wo er der Ordensgemeinschaft der Oblaten (OMI) beitrat. Er empfing am 28. Juni 1934 als zweiter Mosotho überhaupt die Priesterweihe. 1934 bis 1944 lehrte er als Professor am Minor Seminary und am Major Seminary in Roma, bevor er acht Jahre als Dozent für Bantusprachen am Pius XII College arbeitete. 1950 bis 1951 studierte er in Rom und London Afrikanische Linguistik.
1953 wurde er zum Bischof von Leribe gewählt. 1956 war er Mitglied des Komitees für Rechtschreibung des Basutoland National Council und setzte sich erfolgreich für die Beibehaltung der eigenständigen Rechtschreibung des Sesotho in Basutoland ein. Die Bischofsweihe spendete ihm am 25. März 1961 der bisherige Bischof von Maseru, Joseph-Delphis Desrosiers OMI; Mitkonsekratoren waren William Patrick Whelan OMI, Bischof von Johannesburg, und Peter Kelleter CSSp, Bischof von Bethlehem. 
’Mabathoana starb 1966 während eines Fluges von Maseru nach Pretoria, wo er an einer Sitzung teilnehmen wollte.

## Ehrungen
Eine Sekundarschule in Maseru heißt nach ihm ’Mabathoana High School.

## Werke (Auswahl)
- Maele a Basotho. Roma College Review, vier Folgen, 1939–1941.
- Les 25 Ans de Seminaire de Roma.[1]